# ماسیمیلیانو تاچیناردی
ماسیمیلیانو تاچیناردی (انگلیسی: Massimiliano Tacchinardi؛ زادهٔ ۲ اوت ۱۹۷۱) بازیکن فوتبال اهل ایتالیا است.
از باشگاه‌هایی که در آن بازی کرده‌است می‌توان به باشگاه فوتبال اینتر میلان و باشگاه فوتبال مسینا اشاره کرد.